# Sémio-pragmatique
La théorie sémio-pragmatique est une approche du cinéma, proposée par Roger Odin, qui considère l'approche de l'objet film et de l'objet cinéma selon le bagage du spectateur et son expérience du film. Elle ne rejette pas la théorie sémiologique telle qu'a pu le proposer Christian Metz, mais ajoute que sa fonctionnalité en tant que système de signification repose sur des connaissances du spectateur, notamment la connaissance d'institutions dans lesquelles le film projeté peut s'inscrire.

## Explication
Roger Odin croit que la sémiologie, pour comprendre comment le film est compris et comment se bâtit la relation affective du spectateur, a besoin de la sémio-pragmatique.
Pour ce faire, il dit qu'il est impossible de suivre une tendance qui veut qu'on étudie les instructions d'un énoncé, car il n'y a aucune instruction pour la lecture d'une image. Il n'y a que des contraintes qui bloquent tel ou tel mode de lecture. 
Pour Roger Odin, la production de sens se fait sur un mode de compatibilité. Le spectateur fait une proposition de sens qu'il soumet à l'image. Si cette proposition est compatible avec l'image, alors du sens est créé.
La production de sens est aussi régie par des contraintes externes. Ces contraintes sont par exemple la connaissance d'une langue, d'évènements historiques, mais surtout des institutions. Il s'agit en quelque sorte de types de films qui entraînent avec eux un certain type de lecture, une certaine manière d'être abordés: l'institution "film de fiction", "film expérimental", "film de famille", etc.
Toujours selon Roger Odin, les institutions (car contraignantes) pèsent à la fois sur le réalisateur et le spectateur, et les oblige à produire un mode de lecture plutôt qu'un autre. Les institutions règlent donc:
- le degré de cinématographicité

Par exemple, dans le cinéma narratif dominant, le degré de cinématographicité se fait selon le degré d'iconicité, la duplication mécanique de la réalité et la reproduction du mouvement. Pour le cinéma expérimental, c'est exactement le contraire.
- la production de sens

Par exemple, dans le cinéma muet, l'absence de son est normale. Cependant, pour le cinéma parlant, l'absence de son est vue comme une erreur technique ou un choix esthétique.
- l'image que se fait le spectateur du réalisateur

Dans le cinéma narratif dominant, le réalisateur ne montre pas sa présence et s'efface le plus possible. Dans le cinéma expérimental, ce réalisateur est un auteur. Dans le cinéma de famille, ce réalisateur est participatif. Dans le cinéma pédagogique, le réalisateur est celui qui sait. Dans le cinéma reportage, le réalisateur est celui qui a vu.
- la position du spectateur

Dans le cinéma narratif dominant, le spectateur est passif, tandis que dans le cinéma de famille, il est participatif.
- la production d'affects du spectateur

Le cinéma narratif dominant encourage ce que Roger Odin appelle la mise en phase. La mise en phase est une série de dispositifs qui font que le spectateur vibre au rythme des évènements.
Roger Odin insiste sur le fait que tout ne change pas quand on change d'institution. 
- Il a remarqué qu'il peut y avoir un même traitement filmique dans deux institutions. Par exemple, le film de famille et le film documentaire sont généralement des films hétéroclites qui assemblent des images qui n'ont pas nécessairement de lien ensemble, ont tous deux des images avec une esthétique particulière, etc.
- Il peut y avoir une consigne identique pour deux institutions. Par exemple, le cinéma narratif dominant et le film de famille favorisent la lecture fictivisante.
- Il y a des relations très fortes entre deux institutions opposés. Ainsi, le cinéma narratif dominant et le cinéma expérimental sont très proches l'un de l'autre. Il s'agit de jumeaux qui fonctionnent chacun à leur opposé.

## La fictivisation au cinéma
Roger Odin veut voir comment se fait l'espace de communication au cinéma. Pour ce faire, il étudie la fictivisation, qui est l'espace de communication la plus utilisée au cinéma.
Pour Odin, la fictivisation se fait grâce à sept étapes:
- la figurativisation
- la diégétisation (construire un monde)
- la narrativisation (narrer)
- la monstration (désigner le monde réel comme illusion de la réalité)
- la croyance
- la mise en phase (faire vibrer le spectateur selon les évènements)
- la fictivisation

Un film de fiction est donc conçu pour favoriser ces 7 étapes. Un film non-fictionnel bloque en partie au moins une opération.

## Un nouveau spectateur
Roger Odin remarque qu'il y a une nouvelle consommation de films qui ne joue pas nécessairement le jeu de la fiction. Pour étudier ce nouveau spectateur, il a recours à un film laboratoire (Metropolis de Fritz Lang) qui était à l'origine fictionnalisant et qui, à sa redistribution a changé de monde de lecture.
En étant redistribué, Metropolis a eu de nombreuses retouches. Ces retouches ont bloqué plusieurs opérations, sauf la figurativisation.
Par exemple, en colorisant les images en noir et blanc, il y a eu un processus de déréalisation, ce qui a bloqué la monstration, la diégétisation et la croyance. L'effet image l'a donc emporté sur l'effet fiction. Le spectateur ne vibre plus par les évènements, mais aux variations de rythme, d'intensité et de couleurs.